# Eulaira hidalgoana
Eulaira hidalgoana är en spindelart som beskrevs av Willis J. Gertsch och Davis 1937. Eulaira hidalgoana ingår i släktet Eulaira och familjen täckvävarspindlar. Inga underarter finns listade i Catalogue of Life.